# 达连河镇
达连河镇是中国黑龙江省哈尔滨市依兰县下辖的一个镇，位于三江平原。